# Stoke Fleming
Stoke Fleming is een civil parish in het bestuurlijke gebied South Hams, in het Engelse graafschap Devon. In 2001 telde het civil parish 1012 inwoners.